# Gregore
Gregore de Magalhães da Silva (ur. 2 marca 1994 w Juiz de Fora) – brazylijski piłkarz występujący na pozycji defensywnego lub środkowego pomocnika, od 2024 roku zawodnik Botafogo.